# Путь: Во все тяжкие. Фильм
«Путь: Во все тяжкие. Фильм» (англ. El Camino: A Breaking Bad Movie) — криминальный нео-вестерн, продолжение телесериала «Во все тяжкие». Автор сериала Винс Гиллиган стал сценаристом, продюсером и режиссёром фильма. Аарон Пол вновь исполнил роль Джесси Пинкмана. Сюжет фильма сосредоточен на том, что случилось с Джесси после событий финала сериала.
Слухи о полнометражном фильме из вселенной «Во все тяжкие» ходили со времён финала сериала в 2013 году. Гиллиган предложил Полу идею о фильме в 2017 году, ближе к годовщине выхода «Во все тяжкие». Съёмки втайне начались в Нью-Мексико и продолжались почти 60 дней. Проект оставался неподтверждённым до августа 2019 года, когда Netflix выпустил трейлер.
11 октября 2019 года фильм вышел на Netflix, а 16 февраля 2020 года был показан на канале AMC.

## Сюжет
Фильм начинается с воспоминания Джесси Пинкмана о встрече с Майком Эрмантраутом. Они обсуждают возможность завязать с наркоторговлей Уолтера Уайта, Майк предлагает Джесси бежать на Аляску, чтобы тот смог начать там новую жизнь. Джесси упоминает, что хотел бы исправить ошибки прошлого, однако Майк говорит, что это невозможно.
Настоящее время. Джесси сбегает из нарколаборатории на El Camino Тодда Алкиста (члена банды неонацистов, удерживавшей Джесси в плену), подъезжает к дому, где живут его старые друзья Тощий Пит и Барсук, и остаётся у них на одну ночь. Пытаясь замести следы, Джесси звонит старому знакомому — хозяину автомобильной свалки Старине Джо, чтобы отогнать El Camino на свалку. Выехав к Джесси, Джо проводит осмотр автомобиля и передумывает помогать, когда обнаруживает в автомобиле маячок, по которому его можно отследить. Джесси, Пит и Барсук меняются машинами, причём Пит оставляет El Camino себе, чтобы обхитрить полицейских. Барсук и Джесси уезжают.
Далее идёт воспоминание о нахождении Джесси в плену. Однажды главарь банды Джек вместе с подчинёнными уезжает на выходные, оставляя в нарколаборатории лишь Тодда. Он просит Джесси помочь и, получив согласие, выпускает его из заточения, после чего отвозит к себе домой. Сперва они накидывают на открытый кузов пикапа El Camino крышу, а затем Тодд показывает труп уборщицы, нашедшей его тайник с деньгами, — именно из-за этого трупа у Тодда возникла необходимость на время освободить Джесси. Тело незаметно погружают в уже крытый пикап и везут в пустыню, где и хоронят. В определённый момент Джесси берёт из бардачка пистолет Тодда, но тому удаётся убедить пленника сдать оружие. 
Снова настоящее время. Джесси направляется к опечатанной полицией квартире Тодда, чтобы найти деньги. Потратив на безуспешные поиски всю ночь, и вскрыв всё, что можно, в квартире, в определённый момент он видит, как по телевизору показывают его родителей: они призывают сына сдаться полиции. Чуть позже Джесси всё-таки удаётся найти тайник с деньгами Тодда, расположенный в дверце холодильника, но секундой позже в квартиру приходят два человека в полицейской форме и начинают обыскивать помещение. Один из них замечает в дальней комнате спрятавшегося Джесси, но тот держит его под прицелом и берёт в заложники. В комнату идёт напарник заложника, но вовремя замечает неладное и встречает Джесси с оружием наперевес. После непродолжительных уговоров Пинкман решает сдаться, но вскоре понимает, что столкнулся не с полицией, а с такими же бандитами, которые пришли ради денег Тодда. В итоге Джесси берёт себе треть всей суммы, после чего уходит. Уже у машины Джесси понимает, что один из фальшивых полицейских работал с той самой бандой неонацистов. 
Джесси всерьёз намерен сбежать и начать жизнь с чистого листа, поэтому он ищет магазин пылесосов, которым владеет некий Эд, известный тем, что за деньги может эвакуировать человека и создать тому новую личность. Однажды Джесси уже хотел воспользоваться его услугами, но в последний момент передумал, поэтому Эд потребовал денег и за прошлый раз — пусть и неудачный. Пинкману не хватает 1800 долларов.
Вечером он звонит своим родителям и назначает им ложную встречу, чтобы без лишнего внимания проникнуть в дом своей семьи. Наружное наблюдение за домом ослабевает, так как несколько машин с агентами отправляются вслед за машиной родителей, и у Джесси получается проникнуть внутрь. Он крадёт из сейфа два пистолета и направляется к автомастерской, где работают бандиты, забравшие большую часть денег Тодда.
Вооружившись малокалиберным пистолетом, Джесси прерывает вечеринку механиков и просит у них деньги — хотя бы минимальные 1800 долларов. Главарь шайки вызывает Пинкмана на дуэль; тот соглашается. В ходе дуэли Джесси с хитростью использует второй пистолет и убивает соперника, а затем и его дружка, взявшегося за оружие. Припугнув троих свидетелей, герой забирает деньги и скрывается. Вскоре раздаётся взрыв, который Джесси устроил, чтобы замести следы.
Во флэшбэках Уолтер Уайт и Джесси завтракают в закусочной после окончания варки очередной партии метамфетамина стоимостью 1,2 млн. долларов. Джесси сообщает кашляющему кровью Уолтеру, что сможет распродать этот запас лишь за полгода, но семья Уолтера получит всё до последнего цента. Уолт расспрашивает Джесси о планах на жизнь и предлагает ему пойти учиться в колледж и получить диплом в сфере бизнеса, однако Джесси не в восторге от этой идеи. Уолтер также называет Джесси счастливчиком, так как ему не пришлось ждать всю свою жизнь, чтобы сделать что-то особенное.
Джесси платит Эду, который вывозит его на Аляску и показывает, как добраться до ближайшего города Хейнс. Теперь у Джесси новая личность (мистер Дрисколл) и биография. Джесси прощается с Эдом, передаёт ему письмо, адресованное Броку, и уезжает, чтобы начать жизнь с чистого листа. В дороге он вспоминает время, проведённое с Джейн. Он рассказывает, как восхищался её философией — идти туда, куда тебя ведёт Вселенная. Джейн признает, что всю жизнь следовала этой паршивой философии, однако считает, что куда лучше принимать решения самому.

## В ролях
- Аарон Пол — Джесси Пинкман, бывший варщик метамфетамина, который когда-то был партнёром наркобарона Уолтера Уайта[3]
- Джесси Племонс — Тодд Алкист, один из пленителей Джесси
- Кристен Риттер — Джейн Марголис, умершая подружка Джесси
- Чарльз Бейкер — Тощий Пит, друг Джесси
- Мэтт Джонс — Брендон «Барсук» Мейхью, друг Джесси[4]
- Скотт Шеперд — Кейси, партнёр Нила
- Скотт Макартур — Нил, сварщик, связанный с похищением Джесси
- Том Бауэр — Лу, домовладелец Тодда
- Кевин Ранкин — Кенни, один из пленителей Джесси
- Ларри Хэнкин — Старый Джо, владелец местной свалки, который ранее выручал Джесси и Уолтера в разных ситуациях
- Тесс Харпер — миссис Пинкман, мать Джесси
- Майкл Бофшевер — мистер Пинкман, отец Джесси
- Марла Гиббс — Джин, женщина, покупающая пылесос
- Брендан Секстон III — Кайл
- Роберт Форстер — Эд Галбрэйт, ремонтник пылесосов, который специализируется на перемещении людей, убегающих от закона, давая им новые личности за большую плату
- Джонатан Бэнкс — Майк Эрмантраут, опытный чистильщик и безжалостный киллер, а также бывший деловой партнёр Джесси и Уолтера Уайта
- Брайан Крэнстон — Уолтер Уайт, легендарный метамфетаминовый наркобарон, бывший партнёр Джесси, а также учитель химии в средней школе

Вдобавок, Тодд Терри вновь исполняет роль агента Рэйми из «Во все тяжкие». Дэвид Мэтти и Джули Перл вновь исполняют роль Кларенса и Сюзанн Эриксен из «Лучше звоните Солу».

## Производство

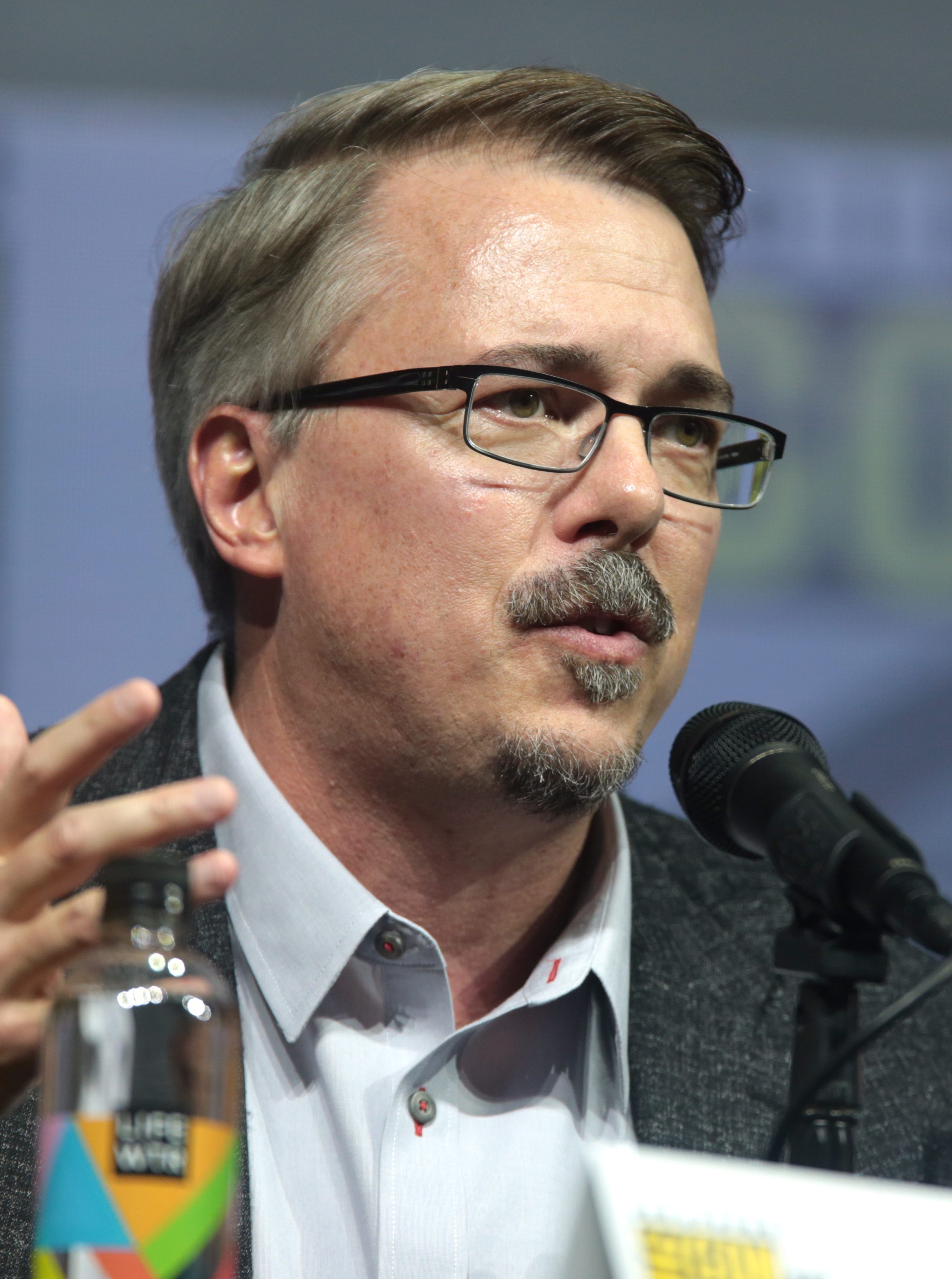
Винс Гиллиган стал сценаристом и режиссёром фильма.

Идея Винса Гиллигана о «Пути» появилась во время заключительных этапов съёмок последнего сезона «Во все тяжкие», спросив себя, что произойдёт с персонажем Джесси Пинкмана после событий финала «Во все тяжких», «Фелина», где Джесси сбегает из штаб-квартиры нео-нацистов после того, как его спас Уолтер Уайт. Он никому не рассказывал об этой идее, пока почти не наступила годовщина «Во все тяжкие», где он начал делиться этой идеей с актёрским составом и членами съёмочной группы, чтобы отпраздновать эту веху. Аарон Пол, который играл Джесси, подтвердил, что Гиллиган связался с ним в 2017 году, когда он играл в сериале «Путь», по поводу планов празднования десятой годовщины сериала «Во все тяжкие» и намекнул на что-то большое; Пол поклялся, что он будет готов принять участие в любой идее, которую Гиллиган задумает по поводу персонажа Джесси.
В отличие от большинства его работ в сериалах «Секретные материалы» и «Во все тяжкие», где он работал с одним сценаристом или более, Гиллиган решил написать сценарий самостоятельно, пока он не будет готов представить его. Подтвердив, что Sony Pictures Television, которая была продюсером «Во все тяжкие», работает над фильмом, Гиллиган выборочно присматривался к нескольким потенциальным дистрибьютерам, и его выбор остановился на Netflix и AMC из-за их истории с шоу. Гиллиган стремился, чтобы у фильма был релиз в кино, так как это было его целью во время съёмок «Во все тяжкие», и Netflix удавалось устроить показ нескольких премьер сезонов в ограниченном кинопрокате.
Фильм хранился в строгой тайне с предварительной подготовки к съёмкам, и у актёров и съёмочной группы были жёсткие ограничения по поводу того, что они могли говорить о проекте. Гиллиган считал, что поскольку «Путь» будет послесловием к сериалу, то он действительно понравится фанатам «Во все тяжких», и он не будет таким приятным для тех, кто не смотрел сериал. В ноябре 2018 года, ближе к началу съёмок, начали ходить слухи о том, что фильм-продолжение сериала находится в разработке, и что Пол вновь исполнит роль Джесси. В интервью в ноябре 2018 года Брайан Крэнстон, который играл Уолтера Уайта, подтвердил, что работа над фильмом идёт, но сказал, что он не видел сценария. Крэнстон заявил, что ему было бы интересно появиться в фильме, если Гиллиган позвал бы его.

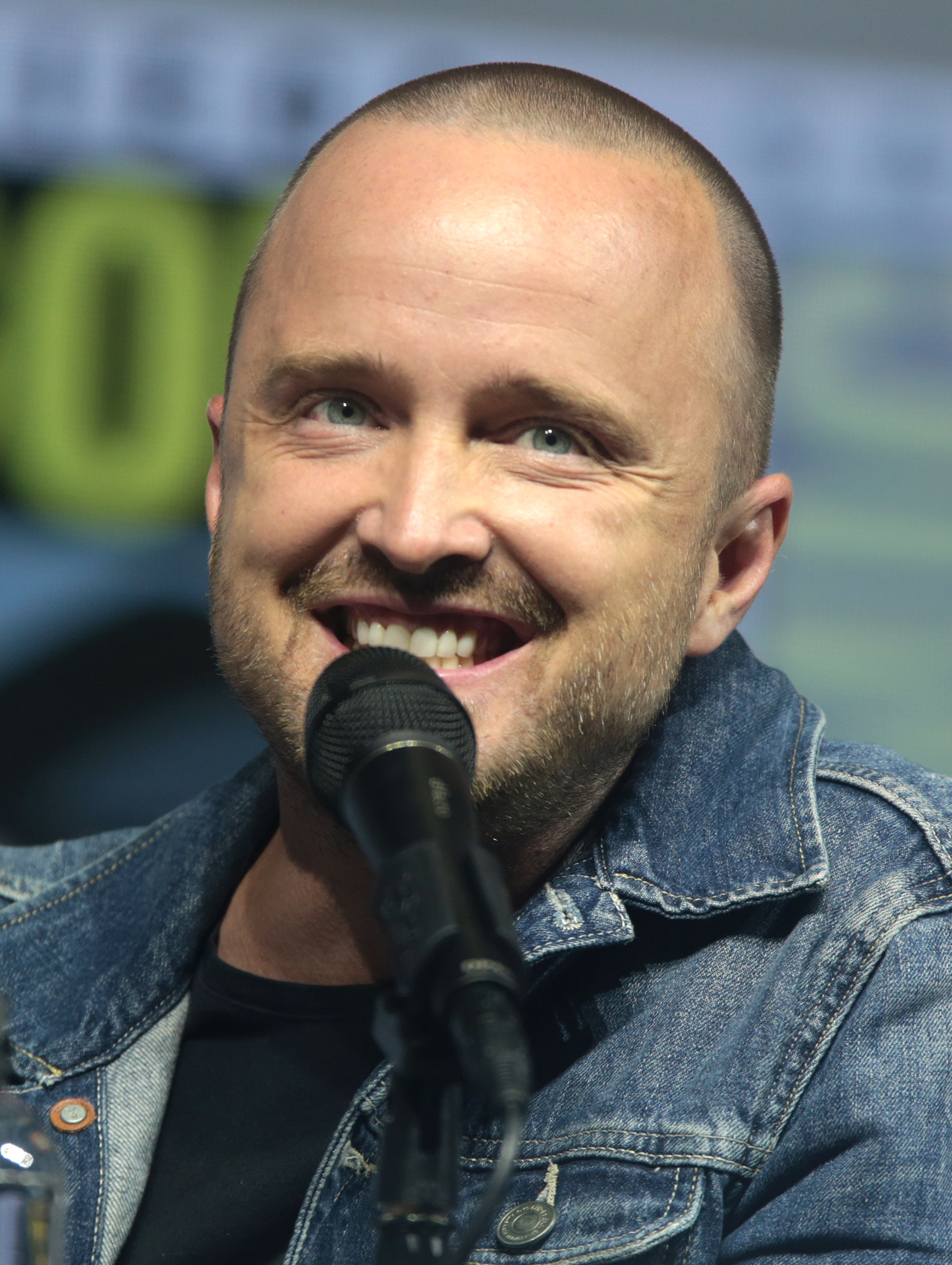
Фильм сосредоточен на Джесси Пинкмане, которого играет Аарон Пол.

Хотя Гиллиган и принимал участие в полнометражных фильмах, «Путь» стал его первым фильмом, где он был продюсером. Было заявлено, что бюджет фильма был больше $6 миллионов, с таким же бюджетом сняли «Фелину». Фильм был снят с широкоэкранным соотношением сторон 2,39 с использованием камеры Arri Alexa 65, чтобы запечатлеть работу в кинематографической манере. Съёмки происходили в Альбукерке, Нью-Мексико, в ноябре 2018 года, под рабочим названием «Гринбрир». По сравнению с темпом, который они использовали в «Во все тяжких», где они снимали от шести до восьми страниц сценария в день, темп в «Пути» был более расслабленным, снимая лишь от полтора до трёх страниц в день, а общая съёмка продолжалась пятьдесят дней. Более крупный бюджет и расслабленный график также позволили Гиллигану снимать сцены за пределами Альбукерке. Он хотел снимать такие сцены в «Во все тяжких», но у него не было возможности сделать это. К тому моменту, как местные СМИ нашли связь между «Гринбриром» и «Во все тяжкие», съёмки были в основном завершены, по словам Пола. В августе 2019 года Боб Оденкерк, который играет Сола Гудмана в сериалах «Во все тяжкие» и «Лучше звоните Солу», заявил: «Я слышал так много вещей по этому поводу, но я в восторге от фильма из вселенной „Во все тяжкие“. Жду не дождусь увидеть этот фильм». Что касается секретности фильма, он заявил: «Я не знаю, что люди знают и чего не знают. Мне трудно поверить, что вы не знали, что его сняли. Они это сделали. Понимаете о чём я? Как это может быть секретом? Но это так. Они проделали удивительную работу, держа это в тайне».
В феврале 2019 года было сделано официальное объявление о том. что фильм «Во все тяжкие» будет выпущен студиями Netflix и AMC. 24 августа 2019 года Netflix объявило фильм под названием «Путь: Во все тяжкие. Фильм», выпустив при этом первый тизер фильма. За несколько дней до официального объявления, Netflix временно указало фильм, который был замечен пользователями, прежде чем убрать его с сайта. Название отсылается к Chevrolet El Camino, на котором Джесси уезжал из штаб квартиры нео-нацистов, после того как Уолтер спас его в конце финального эпизода «Во все тяжкие», «Фелина».

## Маркетинг
24 августа 2019 года был выпущен тизер фильма на Netflix. Премьера тизера состоялась во время 71-й церемонии премии «Эмми», в то время как полный трейлер был выпущен 24 сентября 2019 года.

## Выпуск
Премьера фильма состоялась 11 октября 2019 года на Netflix. Кроме того, фильм вышел в ограниченный прокат в кинотеатрах 11-13 октября в различных городах США.
Телевизионная премьера фильма состоялась 20 февраля 2020 года на телеканале AMC, и завершила собой начатый в январе телеканалом телемарафон по вселенной «Во все тяжкие».